# Robert Oerley

Oerley (rechts) mit Franz Seifert (links), um 1905

Robert Oerley (* 24. August 1876 in Wien; † 15. November 1945 ebenda) war ein österreichischer Architekt, Kunstgewerbler, Aquarellmaler und Lithograf. (Sein Name wurde zu seinen Lebzeiten auch Örley geschrieben.)

## Leben
Nachdem der Sohn des Möbelfabrikanten Anton Oerley (1849–1921) eine Ausbildung als Tischler (Freisprechung als Geselle 1892) erhalten hatte, studierte er an der Kunstgewerbeschule, bildete sich zusätzlich als Autodidakt weiter und begann sich mit Architektur zu beschäftigen. Eine große Anzahl von Veduten, die er schuf, befindet sich heute im Besitz des Wien Museums.
1898 unternahm er eine ausgedehnte Studienreise nach Italien. In diesem Jahr entstand auch sein erstes Werk, das Grabmal der Familie des k.u.k. Hofkupferschmieds und Politikers Franz Löblich in Weidling.
1902 wurde er Mitglied des Hagenbundes und war ab 1907 bis 1939 Mitglied der Secession, deren Präsident er 1912/1913 auch war.
Ab 1904 baute er – dem „strengen Jugendstil“ verpflichtet – zahlreiche Häuser in Wien und entwarf hier oftmals auch die Interieurs in zahlreichen Details (z. B.: 1190 Wien, Vegagasse 17). Unter anderem schuf er die Pläne für die Villa Wustl (auch „Oerley-Villa“ genannt) in Wien-Hietzing. Ebenso stammen der Gesamtplan sowie der architektonische Teil für das Strauss-Lanner-Denkmal (das Denkmal selbst ist ein Werk des Bildhauers Franz Seifert) im Rathauspark an der Wiener Ringstraße von ihm.
Nach dem Ersten Weltkrieg war er an der Planung großer Gemeindebauten in Wien beteiligt (z. B.: George-Washington-Hof). Das erste Wiener Planetarium auf dem Maria-Theresien-Platz war ebenfalls sein Werk.
Zwischen 1927 und 1932 war er wegen seines Interesses an Stadtplanung gemeinsam mit Clemens Holzmeister und Anton Hanak auch in Ankara als Architekt tätig. Nach Streitigkeiten mit Holzmeister kehrte er 1934 nach Wien zurück. Er wurde nur noch selten mit Planungsarbeiten beauftragt (zum Beispiel Büroeinrichtung für Richard Strauss). Ab 1935 saß er im Fachbeirat für Stadtplanung und erhielt von Bürgermeister Richard Schmitz einen Auftrag zur Erweiterung des Rathauses, was aber nicht durchgeführt wurde.
Oerley wurde 1939 Referent für Architektur der Reichskammer der bildenden Künste Wien. Als er 1945 das Secessionsgebäude verließ, wurde er von einem LKW überfahren.
Er ruht in einem ehrenhalber gewidmeten Grab auf dem Wiener Zentralfriedhof (34B-14-10).
Sein Bruder Leopold Oerley war ein bekannter Eisenbahntechniker.

## Werke
| Foto |                 | Baujahr   | Name | Standort                                                                              | Beschreibung | Metadaten                                                                    |    |
| ---- | --------------- | --------- | --- | ------------------------------------------------------------------------------------- | --- | ---------------------------------------------------------------------------- | -- |
| ja   | Datei hochladen | 1897      | Grab von Franz Löblich                                                                                   | Friedhof Weidling (Klosterneuburg) Standort                                           | | P84(Architekt): P131(Ort):                                                   | 1  |
| ja   | Datei hochladen | 1901      | Strauss-Lanner Denkmal Wien Kulturgut: 47988                                                             | Wien 1, Rathauspark Standort                                                          | Denkmal Johann Strauss (Vater) und Joseph Lanner, (1., Rathauspark. Enthüllt 1905. Wettbewerb, 1. Preis, mit Bildhauer Franz Seifert) | P84(Architekt): P131(Ort):Innere Stadt Region-ISO:AT-9                       | 2  |
| ja   | Datei hochladen | 1901–1902 | Miethaus                                                                                                 | Wien 9, Höfergasse 13 Standort                                                        | | P84(Architekt): P131(Ort):                                                   | 4  |
| ja   | Datei hochladen | 1903      | Geschäftseinrichtung „Zum schwarzen Kameel“                                                              | Wien 1, Bognergasse 5 Standort                                                        | verändert | P84(Architekt): P131(Ort):                                                   | 5  |
| ja   | Datei hochladen | 1904–1905 | Mietvilla Kaiser HERIS-ID: 41503 Objekt-ID: 41990                                                        | Wien 19, Weimarer Straße 98 / Lannerstraße 18 Standort                                | | P84(Architekt): P131(Ort):Oberdöbling Region-ISO:AT-9                        | 6  |
| ja   | Datei hochladen | 1904–1905 | Familienhaus                                                                                             | Wien 19, Lannerstraße 14 Standort                                                     | | P84(Architekt): P131(Ort):                                                   | 7  |
| ja   | Datei hochladen | 1905–1906 | Doppelmiethaus HERIS-ID: 25054 Objekt-ID: 21469                                                          | Wien 19, Vegagasse 17-19 Standort                                                     | | P84(Architekt): P131(Ort):Döbling Region-ISO:AT-9                            | 8  |
| ja   | Datei hochladen | 1907–1908 | Sanatorium Luithlen HERIS-ID: 44299 Objekt-ID: 45075                                                     | Wien 8, Auerspergstraße 9 Standort                                                    | Anmerkung: zum Teil verändert, z. Z. Hotel                                                                                            | P84(Architekt): P131(Ort):Josefstadt Region-ISO:AT-9                         | 10 |
| ja   | Datei hochladen | 1907      | Wohnhaus Friedrich Paulick HERIS-ID: 63557 Objekt-ID: 76228                                              | Wien 18, Türkenschanzstraße 23 Standort                                               | | P84(Architekt):Robert Oerley P131(Ort):Wien Region-ISO:AT-9                  | 12 |
| ja   | Datei hochladen | 1907      | Pflanztöpfe vor dem Wiener Secessionsgebäude HERIS-ID: 33133 Objekt-ID: 30444                            | Friedrichstraße 12 Standort                                                           | identische Schalen finden sich auch am Eingang zur Villa Wustl, sowie im Gresham Palace in Budapest                                   | P84(Architekt):Joseph Maria Olbrich P131(Ort):Innere Stadt Region-ISO:AT-9   | 13 |
| ja   | Datei hochladen | 1909–1910 | Villa Prof. Ferdinand Schmutzer HERIS-ID: 41399 Objekt-ID: 41882                                         | Wien 18, Sternwartestraße 62-64 Standort                                              | | P84(Architekt): P131(Ort):Wien Region-ISO:AT-9                               | 19 |
| BW   | Datei hochladen | 1910      | Haus Rechnitzer TKK: 11555                                                                               | Kitzbühel, Franz Reisch-Straße 20, Tirol Standort                                     | Anmerkung: heute Pension | P84(Architekt):Robert Oerley P131(Ort):Kitzbühel Region-ISO:AT-7             | 20 |
| BW   | Datei hochladen | 1909–1910 | Kaiserbar                                                                                                | Wien 1, Krugerstraße 3 Standort                                                       | | P84(Architekt): P131(Ort):                                                   | 21 |
| ja   | Datei hochladen | 1909–1910 | Beethoven-Denkmal HERIS-ID: 101238 Objekt-ID: 117553                                                     | Wien 19, Heiligenstädter Park Standort                                                | Anmerkung: mit Bildhauer Robert Weigl u. Fritz Hähnlein                                                                               | P84(Architekt):Robert Oerley P131(Ort):Döbling Region-ISO:AT-9               | 22 |
|      | Datei hochladen | 1910      | Gestaltung d. Secession-Pavillons d. 1. Internat. Jagdausstellung                                        | Wien                                                                                  | zerstört | P84(Architekt): P131(Ort):                                                   | 24 |
| ja   | Datei hochladen | 1910–1911 | Kleine Bühne / Elitekino                                                                                 | Wien 1, Wollzeile 34 Standort                                                         | zerstört Anmerkung: mit Franz Safonith. 1937/1938 zerstört                                                                            | P84(Architekt):Robert Oerley P131(Ort):Wien Region-ISO:AT-9                  | 26 |
|      | Datei hochladen | 1912      | Gestaltung der Gartenhalle                                                                               | Frühjahrsausstellung Österr. Kunstgewerbe                                             | zerstört | P84(Architekt): P131(Ort):                                                   | 31 |
|      | Datei hochladen | 1912      | 56 gemeinnützige Notstandswohnungen                                                                      | Wien 10, Gudrunstraße                                                                 | zerstört Anmerkung: System Katona | P84(Architekt): P131(Ort):                                                   |    |
|      | Datei hochladen | 1912      | Kaffeehaus und Wohnhaus nach System „Katona“ auf Frühjahrsausstellung Österr. Kunstgewerbe               | Wien                                                                                  | zerstört | P84(Architekt): P131(Ort):                                                   | 32 |
| ja   | Datei hochladen | 1912      | Adaptierung Haus Dr. Telly Ehrenfeld                                                                     | Wien 13, Auhofstraße 17a Standort                                                     | | P84(Architekt): P131(Ort):                                                   | 35 |
| ja   | Datei hochladen | 1912      | Grabmal Wittgenstein                                                                                     | Zentralfriedhof, Wien 11 Standort                                                     | | P84(Architekt): P131(Ort):                                                   | 36 |
| ja   | Datei hochladen | 1912–1913 | Haus Schmitz-Königer HERIS-ID: 5053 Objekt-ID: 915                                                       | Wien 23, Gütenbachstraße 18 Standort                                                  | | P84(Architekt):Robert Oerley P131(Ort):Liesing Region-ISO:AT-9               | 39 |
| ja   | Datei hochladen | 1913      | Villa Wustl HERIS-ID: 41122 Objekt-ID: 41566                                                             | Wien 13, Auhofstraße 15 Standort                                                      | → Hauptartikel : Villa Wustl f1 | P84(Architekt): P131(Ort):Hietzing Region-ISO:AT-9                           | 40 |
| BW   | Datei hochladen | 1912–1913 | Haus Österreicher                                                                                        | bei Neubruck an der Erlauf, NÖ Standort                                               | Anmerkung: | P84(Architekt): P131(Ort):                                                   | 41 |
|      | Datei hochladen | 1913–1914 | Haus Scheidl-Huttererstrasser                                                                            | Wien 18, Cottagegasse 21 Standort                                                     | verändert | P84(Architekt): P131(Ort):                                                   | 42 |
| ja   | Datei hochladen | 1916–1917 | ehem. Fabriksgebäude der Zeisswerke HERIS-ID: 28365 Objekt-ID: 24932                                     | Wien 14, Braillegasse 31 Standort                                                     | Anmerkung: heute vom Bundesheer genutzt                                                                                               | P84(Architekt): P131(Ort):Wien Region-ISO:AT-9                               | 46 |
| BW   | Datei hochladen | 1919      | Gedächtniskapelle Bolevetz                                                                               | Pilsen/Plzen, CZ Standort                                                             | | P84(Architekt): P131(Ort):                                                   | 47 |
| ja   | Datei hochladen | 1922–1923 | Villa Tugendhat HERIS-ID: 49014 Objekt-ID: 52602                                                         | Wien 18, Blaasstraße 29 Standort                                                      | Anmerkung: heute Lebensmittelversuchanstalt, Dachbodenausbau v. Ernst Plischke, Umbauten                                              | P84(Architekt): P131(Ort):Döbling Region-ISO:AT-9                            | 61 |
|      | Datei hochladen | 1922–1924 | Geschäftshaus Robert Bosch                                                                               | Wien 9, Spittelauer Lände 5 Standort                                                  | verändert Anmerkung: umgebaut | P84(Architekt):Robert Oerley P131(Ort):Wien Region-ISO:AT-9                  | 62 |
| ja   | Datei hochladen | 1923–1924 | Haus Stross                                                                                              | Wien 18, Geyergasse 17 / Spitzergasse 2 Standort                                      | | P84(Architekt): P131(Ort):                                                   | 63 |
| ja   | Datei hochladen | 1924–1925 | Haus Alfred Gerstmann                                                                                    | Wien 19, Felix-Mottl-Straße 23 Standort                                               | | P84(Architekt):Robert Oerley P131(Ort):Wien Region-ISO:AT-9                  | 65 |
| ja   | Datei hochladen | 1923–1925 | Hanuschhof HERIS-ID: 11721 Objekt-ID: 7830 Wiener Wohnen: 77                                             | Wien 3, Lechnerstraße / Dietrichgasse / Erdberger Lände Standort                      | → Hauptartikel : Hanuschhof f1 | P84(Architekt): P131(Ort):Wien Region-ISO:AT-9                               | 66 |
|      | Datei hochladen | 1931      | Planetarium                                                                                              | Wien 2, Praterstern Standort                                                          | zerstört Es handelte sich um eine Holzkonstruktion an der Stelle des heutigen Planetariums.                                           | P84(Architekt): P131(Ort):                                                   | 69 |
| ja   | Datei hochladen | 1927–1930 | George-Washington-Hof (Ulmen- und Akazienhof) HERIS-ID: 111997 Objekt-ID: 130044 Wiener Wohnen: 128, 744 | Wien 10, Untermeidlinger Straße 1-12 / Triester Straße 52 / Wienerbergstraße Standort | Anmerkung: mit Karl Krist | P84(Architekt):Karl Krist, Robert Oerley P131(Ort):Favoriten Region-ISO:AT-9 | 70 |
|      | Datei hochladen | 1927      | Direktionsgebäude für den Roten Halbmond                                                                 | Kizlay, Nakra,TR                                                                      | zerstört Anmerkung: | P84(Architekt): P131(Ort):                                                   | 73 |
| BW   | Datei hochladen | 1933      | Numune Hastane Hospital                                                                                  | Ankara, TR Standort                                                                   | | P84(Architekt): P131(Ort):                                                   | 75 |
|      | Datei hochladen | 1927–1932 | Refik Saydam Hygiene Institut                                                                            | Cemal Gürsel Cad. No:18 Sıhhiye, Çankaya, Ankara, Türkei                              | Anmerkung: | P84(Architekt): P131(Ort):                                                   | 76 |
|      | Datei hochladen | 1927–1932 | einige private Bauten in Ankara                                                                          | TR                                                                                    | mehrere Objekte | P84(Architekt): P131(Ort):                                                   |    |
|      | Datei hochladen | 1942      | Kindergarten der Stadt Wien                                                                              | Wien 14, Hägelingasse 11 Standort                                                     | zerstört Anmerkung: Bauwerk jüngeren Datums an der Kendlerstraße 10, selbes Grundstück                                                | P84(Architekt): P131(Ort):                                                   | 94 |
| ja   | Datei hochladen | 1943      | Wohnhausanlage                                                                                           | Wien 10, Franz-Schuh-Gasse 26 Standort                                                | Anmerkung: Nicht im Werkeverzeichnis enthalten                                                                                        | P84(Architekt): P131(Ort):                                                   |    |
|      | Datei hochladen | 1944      | Gestaltung d. Frühjahrsausstellung                                                                       | Künstlerhaus, Wien                                                                    | zerstört | P84(Architekt): P131(Ort):                                                   | 95 |